# Larry Crosby
Larry Crosby, właśc. Laurence Earl Crosby (ur. 3 stycznia 1895 w Tacoma, Waszyngton, zm. 7 lutego 1975 w Los Angeles, Kalifornia) – amerykański publicysta, starszy brat i wieloletni dyrektor reklamowy piosenkarza i aktora Binga Crosby’ego.
Larry Crosby był najstarszym z sześciorga rodzeństwa. Miał czterech braci: Everett Crosby (1896–1966), Ted Crosby (1900–1973), Harry, znany jako Bing Crosby (1903–1977) i Bob Crosby (1913–1993) oraz dwie siostry – Catherine Crosby (1905–1974) i Mary Rose Crosby (1907–1990). Jego rodzicami byli amerykański księgowy Harry Crosby Sr. (1871–1950), mający angielskie korzenie oraz Catherine Crosby (1873–1964) z domu Harrigan, Irlandka z pochodzenia.
Crosby zarządzał corocznie profesjonalnym turniejem golfowym Bing Crosby National Pro-Amateur (zwanym także Crosby Clambake, dziś znanym jako AT&T Pebble Beach Pro-Am) w Pebble Beach w Kalifornii, niedaleko Monterey. Od 1971 r. był dyrektorem grupy Prisoners in Exchange for American Construction Enterprise (PEACE), która dążyła do lepszego traktowania jeńców wojennych podczas wojny w Wietnamie.
Zmarł w wieku 80 lat w Century City w Los Angeles 7 lutego 1975 roku. Został pochowany na Holy Cross Cemetery w Culver City.